# Kiarov
Kiarov (hongrois : Ipolykér) est un village de Slovaquie situé dans la région de Banská Bystrica.

## Histoire
La première mention écrite du village date de 1271.
La localité fut annexée par la Hongrie après le premier arbitrage de Vienne le 2 novembre 1938. En 1938, on comptait 457 habitants. Elle faisait partie du district de Balassagyarmat (hongrois : Balassagyarmati járás). Le nom de la localité avant la Seconde Guerre mondiale était Kiarov/Ipoly-Kér. Durant la période 1938 - 1945, le nom hongrois Ipolykér était d'usage. À la libération, la commune a été réintégrée dans la Tchécoslovaquie reconstituée.

## Démographie

### Évolution de la population
| Année:               | 1994. | 2004.   | 2014.   | 2024.    |
| -------------------- | ----- | ------- | ------- | -------- |
| Nombre de personnes: | 350   | 320     | 317     | 255      |
| Différence:          |       | -8,57 % | -0,93 % | -19,55 % |

| Année:               | 2023. | 2024.   |
| -------------------- | ----- | ------- |
| Nombre de personnes: | 257   | 255     |
| Différence:          |       | -0,77 % |